# Lekkoatletyka na Letnich Igrzyskach Paraolimpijskich 2012 – 100 metrów T11 kobiet
W biegu na 100 metrów kl. T11 kobiet podczas Letnich Igrzysk Paraolimpijskich 2012 rywalizowało ze sobą 12 zawodniczek. W konkursie udział wzięły osoby niewidome lub bardzo słabo widzące.

## Wyniki

### Eliminacje

#### Bieg 1
| Miejsce | Zawodniczka                  | Państwo  | Czas  | Uwagi |
| ------- | ---------------------------- | -------- | ----- | ----- |
| 1.      | Jerusa Geber Santos          | Brazylia | 12.68 | Q     |
| 2.      | Jia Juntingxian              | Chiny    | 12.87 | q, PB |
| 3.      | Yuki Temma                   | Japonia  | 13.57 | =PB   |
| 4.      | Gabriela Gonzalez Santa Cruz | Meksyk   | 14.53 |       |

#### Bieg 2
| Miejsce | Zawodniczka                 | Państwo         | Czas  | Uwagi |
| ------- | --------------------------- | --------------- | ----- | ----- |
| 1.      | Terezinha Guilhermina       | Brazylia        | 12.23 | Q, PR |
| 2.      | Esperanca Gicaso            | Angola          | 12.98 | RR    |
| 3.      | Tracey Hinton               | Wielka Brytania | 13.43 | SB    |
| 4.      | Vanessa Benavidez Hernandez | Nikaragua       | 16.07 | SB    |

#### Bieg 3
| Miejsce | Zawodniczka                     | Państwo  | Czas  | Uwagi |
| ------- | ------------------------------- | -------- | ----- | ----- |
| 1.      | Jhulia Santos                   | Brazylia | 12.88 | Q, PB |
| 2.      | Tania Lorena Jimenez Manzanarez | Meksyk   | 13.38 | PB    |
| 3.      | Maria Gomes Da Silva            | Angola   | 13.57 | PB    |
| 4.      | Shiho Watanabe                  | Japonia  | 14.17 | PB    |

### Finał
| Miejsce | Zawodniczka           | Państwo  | Czas  | Uwagi |
| ------- | --------------------- | -------- | ----- | ----- |
|         | Terezinha Guilhermina | Brazylia | 12.01 | WR    |
|         | Jerusa Geber Santos   | Brazylia | 12.75 |       |
|         | Jhulia Santos         | Brazylia | 12.76 | PB    |
| 4.      | Jia Juntingxian       | Chiny    | 12.79 | PB    |